# Tubulipora ventricosa
Tubulipora ventricosa är en mossdjursart som beskrevs av Busk 1855. Tubulipora ventricosa ingår i släktet Tubulipora och familjen Tubuliporidae. Inga underarter finns listade i Catalogue of Life.